# Heterodoris robusta
Heterodoris robusta is een slakkensoort uit de familie van de Arminidae. De wetenschappelijke naam van de soort is voor het eerst geldig gepubliceerd in 1882 door Verrill & Emerton.